# LähiTapiola Areena
La LähiTapiola Areena auparavant Synergia-areena ou Jyväskylän jäähalli est une patinoire de Jyväskylä en Finlande. Elle a été ouverte en 1982.

## Présentation
Elle accueille notamment l'équipe de hockey sur glace du JYP Jyväskylä de la SM-Liiga et la D Team de Mestis. La patinoire a une capacité de 4 618 spectateurs.